# Зоря (Павлодарський район)
Зоря́ (каз. Заря) — село у складі Павлодарського району Павлодарської області Казахстану. Адміністративний центр Зоринського сільського округу.
Населення — 1489 осіб (2021; 1367 у 2009, 1280 у 1999, 1304 у 1989).
Національний склад станом на 1989 рік:
- казахи — 38 %
- росіяни — 32 %